# Valdivienne
Valdivienne é uma comuna francesa na região administrativa da Nova Aquitânia, no departamento de Vienne. Estende-se por uma área de 61,24 km². Em 2010 a comuna tinha 2 789 habitantes (densidade: 45,5 hab./km²).